# تغرامت
تغرامت (بالأمازيغية: ⵜⴰⵖⵔⴰⵎⵜ Taɣramt) هي جماعة قروية تابعة لإقليم الفحص أنجرة ضمن جهة طنجة تطوان بالمغرب. بلغ مجموع عدد سكان تغرامت حسب إحصاءات 2004 حوالي 13.362 نسمة يعيشون في 2717 أسرة.

## إحصاء عام
| السنة | عدد السكان | عدد الأسر | عدد الأجانب |
| ----- | ---------- | --------- | ----------- |
| 1994  | 11484      | 2180      | °°°°        |
| 2004  | 13362      | 2717      | 3           |